# 나이트라인 (미국의 텔레비전 프로그램)
《나이트라인》(영어: Nightline 혹은 ABC News Nightline)은 ABC에서 방송되는 미국의 심야 뉴스 프로그램이다.
전신은 주이란 미국 대사관 인질 사건 발생 4일 뒤인 1979년 11월 8일에 방송을 시작한 《The Iran Crisis–America Held Hostage》이다. 인질 사건이 일단락된 후 1980년 3월 24일 프로그램 제목을 나이트라인으로 교체한 첫 방송이 방영되었다. 초대 앵커는 테드 코펄로, 2005년 11월 은퇴할 때까지 25년간 진행하였다. 2014년부터는 바이런 피츠와 주주 장이 앵커를 맡고 있다. 현재 방송 시간은 동부 표준시 평일 새벽 12시 37분부터 1시 7분까지이며, 《지미 키멀 라이브!》 바로 뒤에 배치돼 있다.
2002년 TV 가이드에서 선정한 역대 최고의 텔레비전 쇼 50편 목록에서 23위를 차지하였다.